# Elektriska konstanten
Den elektriska konstanten ε0 (permittiviteten för tomrum) är en fysikalisk konstant som förbinder enheten för elektrisk laddning med de mekaniska enheterna. Inom SI är dess värde
{\displaystyle \varepsilon _{0}\approx 8,\!854187817\cdot 10^{-12}} F/m.
Detta värde är en konsekvens av sambandet {\displaystyle \varepsilon _{0}\mu _{0}c^{2}=1} med de definierade värden för ljusets hastighet c och den magnetiska konstanten μ0. 
Den elektriska konstanten förekommer främst i Coulombs lag som en proportionalitetskonstant: 
{\displaystyle {\frac {1}{4\pi \varepsilon _{0}}}={\frac {\mu _{0}\ c^{2}}{4\pi }}=10^{-7}\ c^{2}=8,\!987\ 551\ 787\ 368\ 176\ 400\ \cdot 10^{9}\approx 9\cdot 10^{9}} N·m²/C².
Den elektriska konstanten är också proportionalitetskonstanten mellan det elektriska fältet E och förskjutningsfältet D i vakuum:
{\displaystyle \mathbf {E} ={\frac {1}{\varepsilon _{0}}}\mathbf {D} .}

## Fotnoter
1. ↑  Standardiseringsgruppen, STG (2000). Storheter och enheter - SI måttenheter. Stockholm: Standardiseringen i Sverige. ISBN 91-7162-516-X
2. ↑  ”Electric constant”. 2006 CODATA recommended values. NIST. http://physics.nist.gov/cgi-bin/cuu/Value?ep0.